# Pseudohadena xanthophanes
Pseudohadena xanthophanes là một loài bướm đêm trong họ Noctuidae.